# Hind Mokhtari
Pour les articles homonymes, voir Mokhtari.
Hind Mokhtari, née le 1er avril 1987, est une taekwondoïste algérienne.

## Carrière
Hind Mokhtari est médaillée de bronze des moins de 49 kg aux Championnats d'Afrique de taekwondo 2010 à Tripoli.